# 依法行政原則
依法行政原則（law-based administration）乃支配法治國行政權與立法權之首要原則，亦即一切行政行為應遵守之必要原則。簡而言之，乃指行政權力之行使必須依據法律之規範為之。在積極的面向上，要求行政行為須有法律之依據；在消極的面向上，則要求行政行為不得牴觸法律。

## 消極之依法行政
即所謂法律優位原則，指的就是法律位階的觀念。成文法國家之直接法源，依「法源位階理論」所述，大體可依憲法、法律、命令三位階加以劃分。三種位階之規範相互間有「效力優位」（Geltungsvorrang）原則之適用，亦即，憲法之效力優於法律，法律之效力優於命令。中華民國憲法第171條第1項規定謂：「法律與憲法牴觸者無效。」，第172條規定：「命令與憲法或法律牴觸者無效。」，中央法規標準法第11條規定：「法律不得牴觸憲法，命令不得牴觸憲法或法律，下級機關訂定之命令不得牴觸上級機關之命令。」，地方制度法第30條規定：「
自治條例與憲法、法律或基於法律授權之法規或上級自治團體自治條例牴觸者，無效。
自治規則與憲法、法律、基於法律授權之法規、上級自治團體自治條例或該自治團體自治條例牴觸者，無效。
委辦規則與憲法、法律、中央法令牴觸者，無效。
第一項及第二項發生牴觸無效者，分別由行政院、中央各該主管機關、縣政府予以函告。第三項發生牴觸無效者，由委辦機關予以函告無效。
自治法規與憲法、法律、基於法律授權之法規、上級自治團體自治條例或該自治團體自治條例有無牴觸發生疑義時，得聲請司法院解釋之。」均乃法律優位原則之具體表現。

## 積極之依法行政
即所謂法律保留原則，意即在沒有法律授權下，行政機關即不能合法的作成行政行為，因憲法已將某些事項保留予立法機關，須由立法機關以加以規定，故在法律保留原則之下，行政行為不能以不牴觸法律為已足，尚須有法律之明文依據。中央法規標準法第5條規定：「左列事項應以法律定之：一、憲法或法律有明文規定，應以法律定之者。二、關於人民之權利、義務者。三、關於國家各機關之組織者。四、其他重要事項之應以法律定之者。」，第6條規定：「應以法律規定之事項，不得以命令定之。」，即為法律保留原則之具體表現。 
依法行政原则在积极的面向上体现为法律优越或法律优位，它不仅要求行政处分需有法律的授权，更主要包括行政机关的处分必须受法律的限制。而此处的法律并非仅只是实定法，而是与行政法法源同义的广义概念。在行政法里，法源既包括成文法，也包括不成文法源。后者尚包括法律原则，习惯法等。
作为大陆法系行政法体系的纲领性原则，法律优越之意义不仅仅只是要求行政机关的行为必须具有合法性，同时是引出对经由立法机关授权的行政立法和行政自由裁量权的限制，一方面，公民得以依此原则进行诉愿和诉讼的权利得以确立，同时法院对委任立法和自由裁量进行审查的权利得到确认和保障。
与普通法系国家相比，法律优越在其旨意上近似于公共机构不得越权原则。

## 外部連結
- Law-Based Administration: The Key to Building a Rule of Law Government （页面存档备份，存于）